# Gelson Fernandes
Gélson Fernandes (Praia, 2. rujna 1986.) je bivši švicarski nogometaš rođen na Zelenortskim otocima. Igrao je na poziciji obrambenog veznog igrača. Švicarski nogometni izbornik objavio je u svibnju 2016. godine popis za nastup na Europskom prvenstvu u Francuskoj, na kojem je se nalazio Fernandes.

## Vanjske poveznice
- Profil na Transfermarktu
- Profil na Soccerwayu